# Dhu-l-Faqar

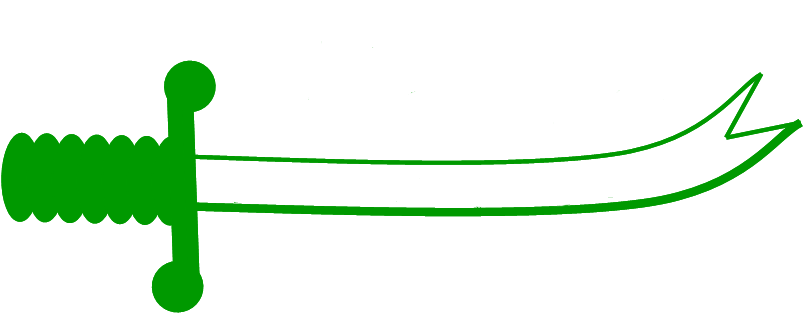
Representació de l'espasa Dhu-l-faqar

Dhu-l-Faqar (àrab: ذو الفقار, Ḏū l-Faqār) o Dhu-l-Fiqar (àrab: ذو الفقار, Ḏū l-Fiqār) fou el sabre llegendari del profeta Muhàmmad, obtingut com a botí a la batalla de Badr i que pertanyé abans a un pagà de nom al-As ibn Munàbbih, que va morir en el combat.
La tradició diu que portava la inscripció «un musulmà no ha de ser mort per un infidel», que en tot cas es va gravar després. Va pertànyer a Alí ibn Abi-Tàlib i després als califes abbàssides.
Es representa amb dues puntes per simbolitzar el seu caràcter màgic.

## Ús com a prenom i cognom
El nom ha esdevingut un prenom masculí i un cognom entre molts musulmans, com per exemple el president pakistanès Zulfikar Ali Bhutto. Si bé Dhu-l-Faqar o Dhu-l-Fiqar és la transcripció normativa en català del nom en àrab clàssic, bé per la pronunciació dialectal en àrab, bé per l'adaptació del nom a altres llengües, també se'l pot trobar transcrit d'altres maneres: Zulfikar, Zulfiqar, Zulfaigar...